# Lindome GIF
Lindome GIF ist ein schwedischer Sportverein in Lindome in der Gemeinde Mölndal.

## Geschichte
Lindome GIF entstand 1928 als Fusion der Verein Lindome JUF, Anderstorps IF und Stationens IF. Die Fußballmannschaft des Klubs spielte lange Zeit nur unterklassig, in den 1970er und 1980er Jahren gelang mehrfach für kurze Zeit der Sprung in die Viertklassigkeit.
2003 gelang als Meister der fünftklassige Division 4 Göteborg B der erneute Aufstieg in die vierte Liga. Dort gelang mit 14 Siegen in 22 Saisonspielen der direkte Durchmarsch in die drittklassige Division 2 Mellersta Götaland. Als Tabellendritter qualifizierte sich die Mannschaft für die neue Division 1. In der Südstaffel belegte sie am Ende der Spielzeit 2006 nur einen Abstiegsplatz, konnte aber als Staffelsieger in der vierten Liga vor Varbergs BoIS die direkte Rückkehr bewerkstelligen. Der Klub konnte sich jedoch nicht längerfristig in der dritten Liga etablieren und stieg 2009 als Tabellenletzter abermals ab.